# KK Proleter Zrenjanin
O Košarkaški klub Proleter Zrenjanin (em sérvio:  Кошаркашки клуб Пролетер), conhecido também como KK Proleter Naftagas por motivos de patrocinadores, é um clube de basquetebol baseado em Zrenjanin, Sérvia que atualmente disputa a 1.MLS. Manda seus jogos no Salão de Cristal de Zrenjanin com capacidade para 2.800 espectadores.

## Histórico de Temporadas
| Temporada | Nível | Liga   | Pos. | J     | PL | Resultado        |
| --------- | ----- | ------ | ---- | ----- | -- | ---------------- |
| 2006-07   | 2     | B Liga | 5    | 16-10 |    |                  |
| 2007-08   | 2     | B Liga | 6    | 15-11 |    |                  |
| 2008-09   | 2     | B Liga | 1    | 21-5  |    | Promovidocampeão |
| 2009-10   | 1     | KLS    | 5    | 15-11 |    |                  |
| 2010-11   | 1     | KLS    | 12   | 10-16 |    |                  |
| 2011-12   | 1     | KLS    | 14   | 2-24  |    | Rebaixado        |
| 2012-13   | 2     | 2.MLS  | 9    | 12-14 |    |                  |
| 2013-14   | 2     | 2.MLS  | 4    | 16-10 |    |                  |
| 2014-15   | 2     | 2.MLS  | 5    | 15-11 |    |                  |
| 2015-16   | 2     | 2.MLS  | 6    | 14-12 |    |                  |
| 2016-17   | 2     | 2.MLS  | 3    | 19-7  |    |                  |
| 2017-18   | 2     | 2.MLS  | 5    | 14-12 |    |                  |
| 2018-19   | 2     | 2.MLS  | 10   | 12-14 |    |                  |

fonte:srbijasport.net

### Títulos
Liga Iugoslava
Campeão (1):1956
Finalista (4):1948, 1952, 1955 e 1957
Segunda divisão
Campeão (1):2009